# Bulgur
Bulgur er dampede, afskallede, knækkede og tørrede kerner af hvedearter, men oftest af durumhvede. Bulgur stammer fra det mellemøstlige køkken. Bulgur er velegnet i farsretter, pasta, salater, brød eller som erstatning for ris og kartofler.